# 邊沆
邊沆（1510年—？），字文灝，號九河，直隸河間府任丘縣人，明朝政治人物。

## 生平
嘉靖十年（1531年）辛卯科順天鄉試第三十四名舉人，十一年（1532年）中式壬辰科會試第一百八十五名，三甲一百二十八名進士。通政司觀政，授行人司行人，陞戶部主事，歷員外郎、郎中，陞山東青州府知府，調平涼府知府。

## 家族
曾祖邊銓，百戶；祖父邊宏，百戶；父邊儒，母呂氏。重慶下。兄邊湜（百戶），弟邊渥、邊滄，從兄邊涔（同科進士），從弟邊洵。